# Liste der Kardinalskreierungen Alexanders IV.
Papst Alexander IV. hat im Verlauf seines Pontifikates (1254–1261) in einem Konsistorium die Kreierung von nur einen Kardinal vorgenommen.

## Konsistorium zwischen dem 17. August 1255 und dem 1. Februar 1256
- Riccardo di Montecassino, O.S.B.Cas., Abt des Klosters Montecassino – Kardinalpriester von S. Ciriaco, wurde am 10. April 1259 abgesetzt, † 1. März 1262

Viele Autoren seit dem 16. Jahrhundert behaupten, dass Tesauro dei Beccheria, O.S.B.Vall. von Alexander IV. zum Kardinaldiakon promoviert wurde; diese Angabe ist jedoch unbegründet.